# Luca Volontè
Luca Volontè (Saronno, 17 marzo 1966) è un politico italiano.

## Biografia
Nato a Saronno, in provincia di Varese, vive a Rovello Porro, in provincia di Como. Ha conseguito la laurea in Scienze politiche presso l'Università degli Studi di Milano.

### Attività politica
Già esponente del Movimento di Comunione e Liberazione, comincia la sua attività politica con il Partito Popolare Italiano, del quale, nel 1994, viene nominato responsabile per gli enti locali. Segue Rocco Buttiglione nella scissione dal PPI, che porta alla nascita del CDU di cui diventa dirigente organizzativo.

#### Elezione a deputato
Alle elezioni politiche del 1996 viene eletto per la prima volta alla Camera dei Deputati, con il proporzionale, come capolista di CCD-CDU nella circoscrizione Lombardia 2. Nel 1998 aderisce, assieme al CDU di Buttiglione, all'Unione Democratica per la Repubblica (UDR) del Presidente emerito della Repubblica Francesco Cossiga: l'UDR termina la propria esperienza nel marzo 1999, quando Buttiglione ricostituisce il CDU, a cui Volontè aderisce.
Alle politiche del 2001 viene riconfermato deputato nel collegio uninominale di Busto Arsizio, in rappresentanza della Casa delle Libertà. Nella XIV legislatura è stato Capogruppo del gruppo unitario CCD-CDU (poi divenuto UDC) alla Camera. Nel 2002 partecipa alla nascita dell'UDC.
È rieletto deputato per la terza volta nel 2006, per le liste dell'UDC nella circoscrizione Lombardia-2. È il capogruppo dell'UDC alla Camera. Nella XV Legislatura è membro della Commissione Affari Sociali e della Giunta per il Regolamento.
Nel 2008 è rieletto deputato ed entra alla Camera come Membro del consiglio direttivo dell'UdC. Dal 25 gennaio 2010 al giugno 2013 è stato Presidente del Gruppo Popolari-Cristiano Democratici (EPP-CC) alla Assemblea del Consiglio d'Europa. È membro del Presidential Commettee, del Monitoring Committee, del Political Committee, del Social Affairs and Family Commettee dell'Assemblea di Strasburgo. Termina il proprio mandato parlamentare nel 2013.

#### Posizioni politiche
È promotore e primo firmatario della Proposta di legge sulla funzione sociale degli 'oratori'. La proposta diventa legge nel 2003 (Legge n.206/2003), il testo si proponeva di valorizzare e promuovere gli 'oratori' come luoghi di crescita sociale e morale dei giovani.
Nel 2008 critica i genitori di un bambino nato senza entrambi i reni e destinato a morte certa nel giro di pochi giorni. Questi avevano chiesto di terminare l'accanimento terapeutico nei confronti del figlio, morto ad 80 giorni dalla nascita (prima della triste dipartita, il termine massimo di sopravvivenza registrato era stato di 38 giorni). Secondo il deputato la coppia voleva sacrificare il figlio perché nato imperfetto.
Si è reso famoso tra gli internauti per aver fatto un'interrogazione parlamentare riguardo al gioco Operazione: Pretofilia realizzato dal collettivo Molleindustria, in cui chiedeva al Governo di intervenire per contrastare le offese al sentimento religioso riscontrate nello stesso. Il gioco fu temporaneamente rimosso dagli autori stessi.
Ha fatto discutere la sua proposta di criminalizzazione dell'apologia di comunismo. 

### Nel laicato cattolico
Dal 2018 è presidente dell'associazione Dignitatis Humanae Institute, vicina alle posizioni dei cardinali Renato Raffaele Martino e Raymond Leo Burke. Ha collaborato dal 2009 al 2018 con Il Sussidiario, mentre dal 2019 collabora regolarmente coi periodici La Nuova Bussola Quotidiana e Il Timone.

## Procedimenti giudiziari
È stato condannato in primo grado per corruzione per una tangente da due milioni dall'Azerbaigian, ricevuta dal lobbista azero Suleymanov a partire dal gennaio 2013, avendo indirizzato il voto del Gruppo PPE (in qualità di Presidente) nel Consiglio d'Europa a favore del governo azero in una questione di prigionieri politici. Il suo coinvolgimento nello scandalo di corruzione è stato rivelato per la prima volta nel rapporto di indagine condotta dalla "Iniziativa Europea di Stabilità” intitolato "Diplomazia del Caviale - Come l'Azerbaigian ha messo a tacere il Consiglio d'Europa", pubblicato nel 2012.
A dicembre 2018 inizia il processo a suo carico presso il Tribunale di Milano, dove «è stato rinviato a giudizio per l'ipotesi di reato di corruzione. I pm Scudieri e Ramondini hanno acclarato che l'ex parlamentare ha accettato la promessa di 10 milioni di euro per assicurare il proprio sostegno alle posizioni politiche dell'Azerbaijan e per orientare le votazioni dell'assemblea del Consiglio d'Europa contro un rapporto (il rapporto Straesser) che puntava il dito sulle condizioni dei prigionieri politici nell'ex repubblica sovietica». Quattro le udienze tenutesi fra la fine del 2018 e l'inizio del 2019.
L'11 gennaio 2021 è stato condannato in primo grado a 4 anni di carcere per corruzione internazionale dalla X Sezione Penale del Tribunale di Milano.
È stato assolto perché il fatto non sussiste dall’accusa di riciclaggio con sentenza passata in giudicato n.8364 del 22 dicembre 2021. Assolto perché il fatto non sussiste dall'accusa di corruzione durante lo svolgimento dell'incarico di Direttore Generale della Fondazione Novae Terrae, Corte di Appello di Milano n.3549/22 del 22 maggio 2022, di Corte di Cassazione n.28227 del 24/5/2023.  
È stata revocata l’interdizione dai pubblici uffici.
La prescrizione del reato di corruzione, durante il mandato parlamentare (novembre 2012-gennaio 2013), è passata in giudicato, dopo la sentenza della Corte di Appello di Milano n.3549/22 del 22 maggio  2022, della Corte di Cassazione n.28227 del 24 maggio 2023, della Corte di Appello di Milano del 1º febbraio 2024. 
Il 1º febbraio 2024 è stata confermata la prescrizione e la "confisca diretta" di 500 000 euro, pur senza reato, a valere sul solo suo conto corrente personale.